# تویوتا ونزا

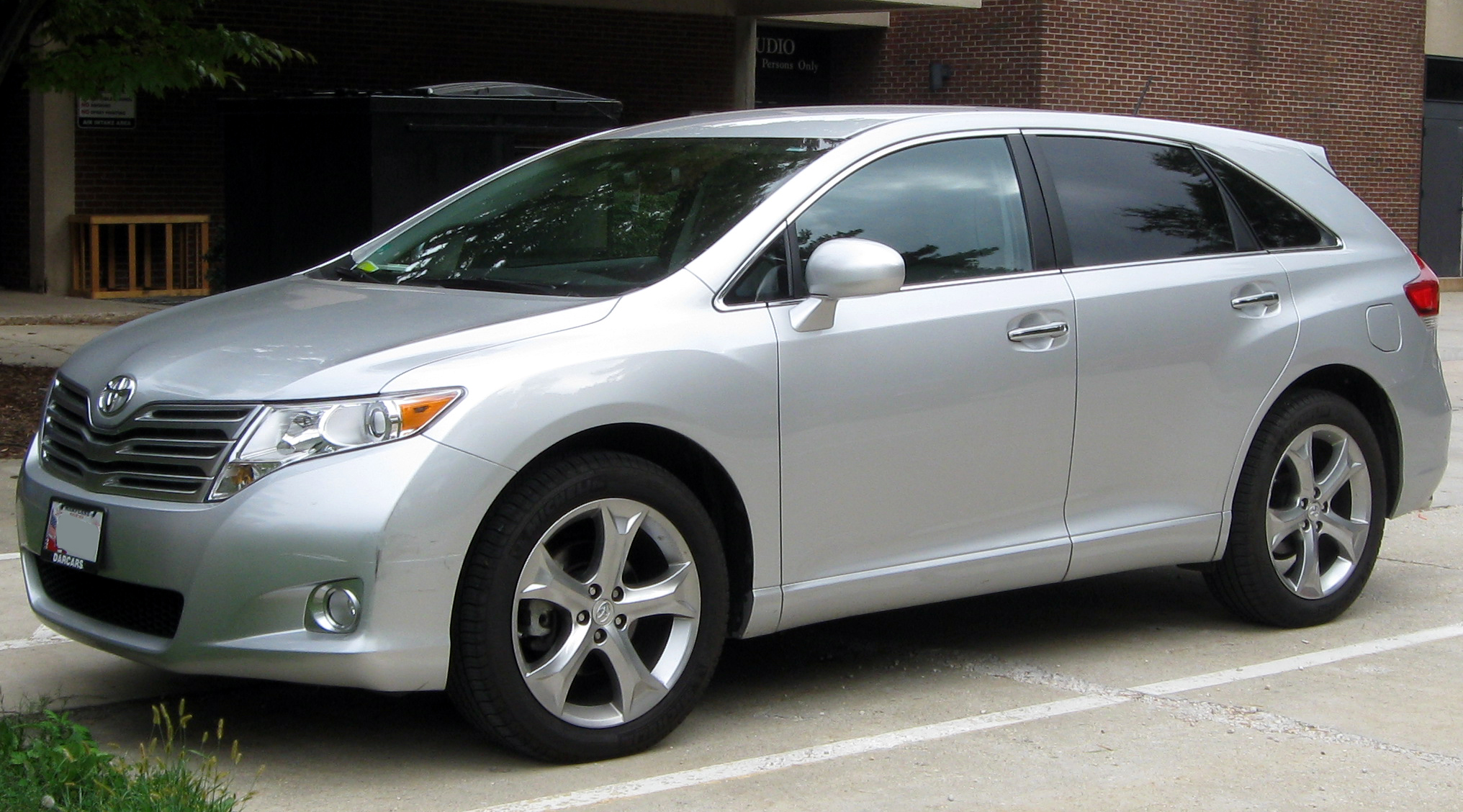

تویوتا ونزا (Toyota Venza) خودرویی است که از سال ۲۰۰۸ تاکنون در ایالات متحده آمریکا تولید شده‌است. طراحی آن موتور جلو و خودرو محور جلو و خودرو چهار چرخ محرک بوده وزن آن در حالت طبیعی ۴٬۰۴۵ پوند (۱٬۸۳۵ کیلوگرم) است. سیستم جعبه‌دندهٔ آن ۶ دنده به صورت خودکار است.